# Olivier Delbosc
Olivier Delbosc  (* 20. August 1968 in Toulouse) ist ein französischer Filmproduzent. Er produzierte 1994 seinen ersten Kurzfilm Action vérité. Es folgten bislang mehr als 70 Produktionen.

## Filmografie (Auswahl)
- 1994: Action vérité
- 1997: François Ozons Kurzfilme (Regarde la mer)
- 2000: Unter dem Sand (Sous le sable)
- 2002: Maléfique – Psalm 666 (Maléfique)
- 2002: Samouraïs
- 2002: Bloody Mallory – Die Dämonenjägerin (Bloody Mallory)
- 2002: 8 Frauen (8 femmes)
- 2002: Das Idol (L’idole)
- 2003: Swimming Pool
- 2004: 5×2 – Fünf mal zwei (5×2)
- 2005: Anthony Zimmer
- 2005: L’Avion – Das Zauberflugzeug (L’avion)
- 2005: Wie sehr liebst du mich? (Combien tu m’aimes?)
- 2006: Die Schlange (Le serpent)
- 2006: Manche mögen’s reich (Quatre étoiles)
- 2006: Mein bester Freund (Mon meilleur ami)
- 2007: Molière
- 2007: Angel – Ein Leben wie im Traum (Angel)
- 2007: Actrices – oder der Traum aus der Nacht davor (Actrices)
- 2008: Ein Engel im Winter (Et après)
- 2008: Ohne Schuld (Pour elle)
- 2008: Auf der anderen Seite des Bettes (De l’autre côté du lit)
- 2009: Enter the Void
- 2009: Der kleine Nick (Le petit Nicolas)
- 2010: 72 Stunden – The Next Three Days (The Next Three Days)
- 2010: Spurlos (Sans laisser de traces)
- 2010: Glück auf Umwegen (La Chance de ma vie)
- 2012: Renoir
- 2012: Asterix & Obelix – Im Auftrag Ihrer Majestät (Astérix et Obélix: Au service de sa majesté)
- 2013: Madame empfiehlt sich (Elle s’en va)
- 2013: La grande boucle
- 2013: Ein Versprechen (A Promise)
- 2014: L’homme qu’on aimait trop
- 2014: French Women – Was Frauen wirklich wollen (Sous les jupes des filles)
- 2014: Der kleine Nick macht Ferien (Les vacances du petit Nicolas)
- 2014: Nur eine Stunde Ruhe! (Une heure de tranquillité)
- 2016: Mit Siebzehn (Quand on a 17 ans)
- 2016: Ein Dorf sieht schwarz (Bienvenue à Marly-Gomont)
- 2016: Jacques – Entdecker der Ozeane (L’odyssée)
- 2017: Django – Ein Leben für die Musik (Django)
- 2017: Meine schöne innere Sonne (Un beau soleil intérieur)
- 2017: Docteur Knock – Ein Arzt mit gewissen Nebenwirkungen (Knock)
- 2018: Verliebt in meine Frau (Amoureux de ma femme)
- 2019: Menschliche Dinge (Les Choses humaines)
- 2021: Verlorene Illusionen (Illusions perdues)
- 2021: Mord in Saint-Tropez (Mystère à Saint-Tropez)
- 2022: Mit Liebe und Entschlossenheit (Avec amour et acharnement)
- 2022: Stars at Noon
- 2022: Wie im echten Leben (Ouistreham)
- 2023: Les âmes sœurs
- 2023: Geliebte Köchin (La passion de Dodin Bouffant)
- 2023: Un coup de dés n’abolira jamais le hasard
- 2023: Jagen auf Französisch (Chasse gardée)
- 2024: Hors du temps
- 2024: Jouer avec le feu
- 2025: La Chambre de Mariana